# Neoclytus anama
Neoclytus anama är en skalbaggsart som beskrevs av Maria Helena M. Galileo och Martins 2007. Neoclytus anama ingår i släktet Neoclytus och familjen långhorningar. Inga underarter finns listade i Catalogue of Life.